# Shaun Wane
Pour les articles homonymes, voir Wane.

a Compétitions nationales et continentales officielles uniquement.

b Matchs officiels uniquement.
Shaun Wane, né le 14 septembre 1964 à Wigan (Angleterre), est un ancien joueur de rugby à XIII évoluant au poste de pilier, deuxième ligne ou troisième ligne reconverti entraîneur. En tant que joueur, il a été international britannique, et a remporté le Championnat d'Angleterre avec le club de Wigan. Après avoir pris sa retraite sportive, il devient l'entraîneur de Wigan de 2011 à 2018.
Après trente années consacrés au rugby à XIII et son club Wigan, il est recruté par la fédération écossaise de rugby à XV pour être chargé du développement de la performance des joueurs internationaux écossais.

## Palmarès

### Palmarès de joueur jusqu'en 1999
- Championnat d'Angleterre :
  - Champion : 1987 & 1990 (Wigan).
- Challenge Cup :
  - Vainqueur : 1985, 1988, 1989 & 1990 (Wigan).

### Palmarès d'entraîneur depuis 2011
- World Club Challenge :
  - Vainqueur : 2017 (Wigan Warriors).
  - Finaliste : 2014 (Wigan Warriors).
- Super League :
  - Champion : 2013, 2016 et 2018 (Wigan).
- Challenge Cup :
  - Vainqueur : 2013 (Wigan).